# Polkau
Polkau is een plaats in de Duitse gemeente Osterburg (Altmark), deelstaat Saksen-Anhalt, en telt 114 inwoners.